# Johana El-Kalak Haugwitz
Johana El-Kalak Haugwitz (11. června 1943, Náměšť nad Oslavou) pochází ze šlechtického rodu Haugviců.

## Život
Johana Haugwitzová se narodila 11. června 1943 v Náměšti nad Oslavou, jako dcera Jindřicha Haugvice, českého vlastence, který v době nacistické okupace pomáhal rodinám popravených a na zámku v Náměšti uchovával archiv Sokola.
V roce 1945 byla rodina z politických důvodů vyhnána ze zámku revoluční gardou a kvůli svému původu po vyvlastnění rodového majetku přinucena opustit Československo. Rodina se odstěhovala do rakouské oblasti Solné komory, kde bydlela v Gmundenu u Travenského jezera.
Po dokončení gymnázia studovala Johana na univerzitě ve Vídni obor historie a germanistiku. Více než 20 let učila ve Vídni a poté pracovala ve Švýcarsku a ve Španělsku.
Johana Haugwitzová ve spolupráci se správou zámku v Náměšti nad Oslavou pořádá od roku 1991 koncerty.

### Dílo
- Panství Náměšť v proměnách času ISBN 978-80-904240-7-4